# Érable de Freeman
Acer × freemanii
Espèce
L'érable de Freeman (Acer × freemanii) est un érable hybride d'origine naturelle qui est le résultat d'un croisement entre l'érable rouge (Acer rubrum) et l'érable argenté (Acer saccharinum). Les spécimens sauvages sont présents dans l'est de l'Amérique du Nord là où les espèces parentales se chevauchent. Cet hybride tire son nom d'Oliver M. Freeman de l'Arboretum national des États-Unis, qui a hybridé A. rubrum avec A. saccharinum en 1933. Le feuillage d'automne est d'un rouge orangé flamboyant. Il existe de nombreux cultivars dans le commerce. L'érable de Freeman est fréquemment utilisé comme arbre de rue.

## Description
Même des analyses morphométriques très poussées de la forme des feuilles ne permettent pas toujours de distinguer facilement les spécimens d'Acer × freemanii de l'espèce parentale. Tout ce que l'on peut affirmer, c'est que les traits de l'érable de Freeman se situent généralement à un niveau intermédiaire entre ceux de ses parents.

## Variétés horticoles
Les cultivars de l'érable de Freeman sont généralement issus d'hybridations délibérées et sélectionnés dans des pépinières et non pas issus de spécimens sauvages. Généralement infertiles (une caractéristique recherchée des érables cultivés), ils ont des branches plus solides que les érables argentés et poussent plus rapidement que les érables rouges. En voici quelques-uns : 
- 'Armstrong', qui arbore un feuillage d'automne plus jaune;
- 'Autumn Fantasy';
- 'Celzam', dont le nom commercial est Celebration;
- 'Firefall';
- 'Jeffersred', dont le nom commercial est Autumn Blaze, récipiendaire du prix Award of Garden Merit de la RHS[3];
- 'Marmo', qui ne produit pas de graines;
- 'Morgan', dont le nom commercial est Indian Summer;
- 'Scarsen', dont le nom commercial est Scarlet Sentinel;
- 'Sienna Glen'.